# 黄果树镇
黄果树镇，是中华人民共和国贵州省安顺市镇宁布依族苗族自治县下辖的一个乡镇级行政单位。2019年被评为中国文化百强镇。

## 行政区划
黄果树镇下辖以下地区：
黄果树村、白水河村、油寨村、山岔湾村、殷家庄村、段乌盔村、盔林甲村、蒋其堡村、王安寨村、水西庄村、安庄坡村、旧场村、窑湾村、大洋溪村、王三寨村、石头新寨村、石头寨村、偏坡村、普叉村、烈山村和募龙村。